# My Krazy Life
My Krazy Life ist das Debütalbum des US-amerikanischen Rappers YG, das im März 2014 erschien.

## Entstehung und Veröffentlichung
Die Erstveröffentlichung von My Krazy Life erfolgte am 14. März 2014 bei Def Jam Recordings. Das Album erschien in seiner Originalausführung als CD und Download mit 14 Titeln (Katalognummer: 06025 3772201). Am 15. März 2019 erschien es erstmals als LP-Ausführung (Katalognummer: 060257727540).
Geschrieben wurden die Lieder vom Interpreten selbst, zusammen mit verschiedenen, wechselnden Koautoren. Die Produktion erfolgte ebenfalls durch verschiedene, wechselnde Produzenten, dabei entstammen die meisten Produktion von DJ Mustard (9 Titel).

## Titelliste
1. Momma Speech Intro – 0:15
2. BPT – 2:08
3. I Just Wanna Party (feat. Schoolboy Q & Jay Rock) – 3:32
4. Left, Right (feat. DJ Mustard) – 3:52
5. Bicken Back Being Bool – 3:57
6. Meet the Flockers (feat. Tee Cee) – 2:03
7. My Nigga (feat. Jeezy & Rich Homie Quan) – 3:55
8. Do It to Ya (feat. TeeFLii) – 4:25
9. Me & My Bitch (feat. Tory Lanez) – 3:31
10. Who Do You Love? (feat. Drake) – 3:53
11. Really Be (Smokin n Drinkin) (feat. Kendrick Lamar) – 5:10
12. 1 AM – 2:37
13. Thank God (Interlude) (feat. Big TC & RJ) – 2:01
14. Sorry Momma (feat. Ty Dolla Sign) – 5:05

## Rezeption

### Rezensionen
Die E-Zine Laut.de bewertete My Krazy Life mit fünf von möglichen fünf Punkten. Aus Sicht des Redakteurs Thomas Haas lenke das Album „den Fokus sehr auf die Produktion“, womit es die „Tradition vieler Westcoast-Klassiker“ weiterführe. YG habe eine „Präsenz, die ihresgleichen“ suche. Ein „außergewöhnlicher Sinn für melodische Flows, einprägsame Phrasierungen und ein unverwechselbarer Slang“ werde von dem Rapper „in die glaubwürdigsten Hoodtales seit langem“ eingebettet. Inhaltlich behandele YG die „Gewalt auf den Straßen Comptons, Frauen, Drogen und Gang-Interna“, womit die „oft bemühte Gangsta-Story nicht neu“ erfunden werde. Die Lieder Do It To Ya und Meet The Flockers vermitteln dabei den „besten Einblick in das Leben des Keenon Jackson.“

### Bestenliste
In der Liste der besten „Hip Hop-Alben des Jahres“ 2014 von Laut.de wurde My Krazy Life auf Rang 1 platziert. Aus Sicht der Redaktion genügen ein „paar böse und teils melodisch pumpende DJ Mustard-Beats und mächtige Features von Jeezy, Drake und Kendrick obendrauf“, um das „beste Rap-Album des Jahres“ aufzunehmen.

## Kommerzieller Erfolg

### Chartplatzierungen
My Krazy Life avancierte mit Rang zwei zum Top-10-Erfolg in den US-amerikanischen Billboard 200. Darüber hinaus erreichte es Chartplatzierungen im Vereinigten Königreich (Rang 76), Deutschland (Rang 94) und Belgien-Wallonien (Rang 161).
| ChartsChartplatzierungen       | Höchstplatzierung | Wochen |
| ------------------------------ | ----------------- | ------ |
| Deutschland (GfK)              | 94 (1 Wo.)        | 1      |
| Vereinigte Staaten (Billboard) | 2 (24 Wo.)        | 24     |
| Vereinigtes Königreich (OCC)   | 76 (1 Wo.)        | 1      |

| ChartsJahrescharts (2014)      | Platzierung |
| ------------------------------ | ----------- |
| Vereinigte Staaten (Billboard) | 94          |

### Auszeichnungen für Musikverkäufe
| Land/Region               | Auszeichnungen für Musikverkäufe (Land/Region, Auszeichnung, Verkäufe) | Verkäufe  |
| ------------------------- | ---------------------------------------------------------------------- | --------- |
| Neuseeland (RMNZ)         | Gold                                                                   | 7.500     |
| Vereinigte Staaten (RIAA) | Platin                                                                 | 1.000.000 |
| Insgesamt                 | 1× Gold · 1× Platin ·                                                  | 1.07.500  |